# Greatest Hits (álbum de The Bangles)
Greatest Hits es un álbum recopilatorio de la banda femenina estadounidense The Bangles, lanzado por el sello Columbia como CK 46125 en mayo de 1990. En ese momento de la publicación, el grupo se disolvió. Se ubicó en el puesto 97 de la lista Billboard Album, y en el 4 de la del Reino Unido.
Contiene las remezclas de los sencillos «Hero Takes a Fall», «Walking Down Your Street» y «I'll Set You Free». También posee una versión de «Hazy Shade of Winter», que se incluyó en la banda sonora de la película Less Than Zero (1987), y no en un disco de Bangles. También otra versión de lado B de «Where Were You When I Needed You» de Grass Roots y el tema inédito «Everything I Wanted» de las sesiones de su álbum anterior Everything. En Europa y Australia, dicho tema se publicó como un sencillo para promocionar el lanzamiento, sin embargo, en el Reino Unido, fue una nueva remezcla de «Walk Like An Egyptian», que entró en el puesto 73. Recibió críticas positivas por parte de Stephen Thomas Erlewine del sitio Allmusic y Robert Christgau de su sitio de nombre homónimo. Rick Rubin se encargó de su producción.

## Lista de canciones
| N.º | Título                                  | Escritor(es)                   | Fuente                               | Duración |  |
| 1.  | «Hero Takes a Fall» (single mix)        | Hoffs, Peterson                | All Over the Place, 1984             | 2:55     |  |
| 2.  | «Going Down to Liverpool»               | Kimberley Rew                  |                                      | 3:40     |  |
| 3.  | «Manic Monday»                          | Prince                         | Different Light, 1986                | 3:06     |  |
| 4.  | «If She Knew What She Wants»            | Shear                          |                                      | 3:50     |  |
| 5.  | «Walk Like an Egyptian»                 | Sternberg                      |                                      | 3:24     |  |
| 6.  | «Walking Down Your Street» (single mix) | Louis Gutierrez, Hoffs, Kahne  |                                      | 3:17     |  |
| 7.  | «Following»                             | Steele                         |                                      | 3:21     |  |
| 8.  | «Hazy Shade of Winter»                  | Simon                          | Less Than Zero soundtrack, 1987      | 2:47     |  |
| 9.  | «In Your Room»                          | Hoffs, Kelly, Steinberg        | Everything, 1988                     | 3:29     |  |
| 10. | «Eternal Flame»                         | Hoffs, Kelly, Steinberg        |                                      | 3:56     |  |
| 11. | «Be With You»                           | Walker Igleheart, Peterson     |                                      | 3:02     |  |
| 12. | «I'll Set You Free» (single mix)        | Hoffs, Eric Lowen, Dan Navarro |                                      | 4:51     |  |
| 13. | «Everything I Wanted»                   | Hoffs, Eric Lowen, Dan Navarro | previously unreleased                | 3:37     |  |
| 14. | «Where Were You When I Needed You»      | Barri, Sloan                   | single for "Hero Takes a Fall", 1984 | 3:05     |  |

- Fuente:[1]

## Posicionamientos en listas
| Día                 | Lista         | Posición | Certificación |
| ------------------- | ------------- | -------- | ------------- |
| Junio de 1990       | Billboard 200 | 97       | Platino       |
| Junio de 1990       | Reino Unido   | 4        | Platino       |
| Junio de 1990       | Países Bajos  | 28       | Oro           |
| 24 de julio de 1990 | Austria       | 19       |               |

## Personal
- Larry Alexander - remezcla.
- Steve Barri - composición.
- Joe Chiccarelli - mezcla.
- David Coleman - dirección artística.
- Nancy Donald - dirección artística.
- Bill Drescher - producción, remezcla.
- Frank Filipetti - mezcla.
- Martin Gore - composición.
- David Leonard - mezcla.
- Davitt Sigerson - producción.
- Rick Rubin - producción.
- Chris Lord-Alge - mezcla.

Fuente: